# Eduard Horst von Tscharner
Eduard Horst von Tscharner (* 4. April 1901 in Glarus; † 5. Mai 1962 in Wald ZH) war ein Schweizer Sinologe.

## Leben
Eduard Horst von Tscharner, der Sohn von Beat Friedrich, Arzt, und Emma, geb. Weber, studierte Germanistik und Romanistik in Bern, Genf und Heidelberg. Von 1925 bis 1930 gab er Französisch- und Deutschunterricht in Peking an der Yanjing-Universität, der Tsinghua-Universität sowie an der Universität Peking. Nach der Promotion 1933 in Berlin, weiteren Studien in Paris und der Habilitation 1937 war er ab 1937 Privatdozent für Sinologie in Genf und Bern. 1940 wechselte er nach Zürich, wo 1950 ad personam der erste Schweizer Lehrstuhl für Sinologie geschaffen wurde.

## Schriften (Auswahl)
- China in der deutschen Dichtung bis zur Klassik. München 1939, OCLC 701555889.
- Die Chinakunde als Wissenschaft. Antrittsvorlesung gehalten an der Universität Bern am 17. Juni 1939, in erweiterter Gestalt. St. Gallen 1940, OCLC 6675254.
- Vom Wesen der chinesischen Sprache. St. Gallen 1942, OCLC 254523454.